# Petronella av Aragonien
Petronella av Aragonien, född 29 juni 1136 i Huesca, död 15 oktober 1173 i Barcelona, var regerande drottning av Aragonien mellan 1137 och 1164.  Hon var dotter till kung Ramiro II av Aragonien och Agnes av Akvitanien, och gift med greve Ramon Berenguer IV av Barcelona. Hon abdikerade till sin son förmån 1164 men fortsatte att regera till sin död i egenskap av regent under sonens minderårighet. Hon var Aragoniens enda kvinnliga monark. 

## Biografi
Petronellas far Ramiro hade varit munk då han år 1134 ärvde tronen av sin barnlöse bror. Han hade fått dispens från kyrkan att bestiga tronen, gifta sig och producera en arvinge. Han gifte sig med Agnes av Akvitanien år 1135, och Petronella föddes året därpå. När äktenskapets syfte hade uppfyllts genom födelsen av en tronarvinge, separerade föräldrarna och Petronellas mor återvände till Frankrike. Petronellas far arrangerade sedan Petronellas äktenskap, varefter han abdikerade till hennes förmån och återvände till klosterlivet. 

### Barndrottning
Enligt äktenskapskontraktet behöll Petronella ensam ställningen som monark och regerande drottning och överförde den inte på sin make genom jure uxoris, som annars var det normala. Däremot fick hennes vuxna trolovade titeln prins av Aragonien och ställningen som hennes ställföreträdande regent till hennes myndighetsdag, varefter vigseln skulle äga rum. Petronella skulle inneha den nominella makten, men den skulle utövas av hennes make och sedan överföras till deras arvinge. Deras äldsta barn skulle ärva båda föräldrarnas riken; om de inte fick barn, skulle Petronellas make själv vara hennes tronarvinge och arvtagaren av hennes rike efter henne, och tronen ärvas av hans barn i ett annat framtida äktenskap. Under trolovningstiden (1137-1150) omhändertogs Petronella av sin fästmans syster Berenguela, gift med Alfonso VII av Kastilien.

### Myndig drottning
I augusti 1150 fullbordades trolovningen genom en vigsel när Petronella var fjorton, och i början av följande år fullbordades äktenskapet efter hennes femtonde födelsedag. Paret fick fem barn. Under hennes första graviditet 1152 upprättade hon Petronella ett testamente enligt vilket hon lämnade hela sitt kungarike till sin make om hon avled i barnsäng. Det är svårt att bedöma när Petronella själv utövade regeringsmakten under sin mans levnad. Han tycks ha utövat makten i hennes ställe medan hennes ställning var nominell, vilket var enligt hennes fars önskan. När hennes make besökte Provence 1156-1157 var dock Petronella ensam kvar i Aragonien och torde då ha regerat ensam. Hon födde 1157 sin tronarvinge. Hon blev änka 1162, varpå hennes son ärvde hennes makes rike Barcelona. Hon regerade nu ensam Aragonien som regent, och sin sons rike Barcelona som förmyndarregent. 

### Regent
År 1164 abdikerade Petronella till förmån för sin sju år gamla son, Alfons II. Då han, som redan hade ärvt sin fars rike, även fick överta sin mors, förenades rikena Aragonien och Barcelona till ett rike. Abdikationen uppfattades som lösningen på den tronföljdskris som allmänt ansågs hade rått i riket sedan 1134, och på problemet med att landets tronföljare samtidigt var härskare i ett annat rike (Barcelona). Eftersom hennes son var sju år gammal fortsatte dock i själva verket Petronella att regera efter sin abdikation; denna gång som förmyndarregent.